# Людвіна (Великопольське воєводство)
Людвіна (пол. Ludwina, нім. Rittersdorf) — село в Польщі, у гміні Плешев Плешевського повіту Великопольського воєводства.
Населення — 184 особи (2011).
У 1975-1998 роках село належало до Каліського воєводства.

## Демографія
Демографічна структура станом на 31 березня 2011 року:
|          | Загалом | Допрацездатний вік | Працездатний вік | Постпрацездатний вік |
| -------- | ------- | ------------------ | ---------------- | -------------------- |
| Чоловіки | 97      | 18                 | 69               | 10                   |
| Жінки    | 87      | 13                 | 49               | 25                   |
| Разом    | 184     | 31                 | 118              | 35                   |